# Lluís Bonet Mojica
Lluís Bonet Mojica (Barcelona, 25 de agosto de 1946 - Barcelona, 22 de enero de 2023) fue un periodista, escritor y crítico de cine español.

## Trayectoria profesional
Bonet Mojica empezó su trayectoria en el periodismo en 1965, en el semanario Siglo 20. Posteriormente inició sus colaboraciones en El Correo Catalán, Diario de Barcelona, Tele Guía, Oriflama, ABC y en Mundo Joven. En 1982 dirigió y escribió los tres volúmenes de Historia de la música en el cine, publicados por Discos Belter, y en 1986, con José Luis Guarner, se encargó del coleccionable 100 películas míticas. Fue reconocido especialmente por sus colaboraciones durante años con La Vanguardia.

## Algunos libros publicados
- Historia de la música en el cine 1, 2 y 3 (1982)
- Filmes míticos (1994)
- Espartaco / El buscavidas (1997)
- Casa de citas: Hollywood habla (2002)
- El cine cómido mudo. Un caso poco hablado (2003)
- Regreso a la casa de citas: Hollywood habla. 2ª parte (2005)
- Jordi Feliu. Un creador a l'Espanya de les meravelles (con Ángel Quintana, Ferran Alberich y Esteve Riambau) (2008)
- Cary Grant, el capricho de las damas (2011)